# Trolejbusy w Brześciu
Trolejbusy w Brześciu − system komunikacji trolejbusowej działający w białoruskim mieście Brześć.
Trolejbusy w Brześciu uruchomiono 18 kwietnia 1981.

## Linie
W Brześciu istnieje 8 linii trolejbusowych:
- 1: Орджоникидзе - ДП Областная больница
- 2: Свердлова - ДП СК "Виктория"
- 3: Орджоникидзе - ДП СК "Виктория" ОПС
- 4: Орджоникидзе - КСМ
- 5: ДП Областная больница - ДП Завод "Цветотрон"
- 6: ДП Областная больница - ДП Завод "Цветотрон"
- 7: ДП СК "Виктория" - ДП Завод "Цветотрон"
- 8: Орджоникидзе - ДП Завод "Цветотрон"

## Tabor
Do obsługi sieci w eksploatacji znajduje się 88 trolejbusów:
- AKSM-221 − 21 trolejbusów
- AKSM-101 − 34 trolejbusy
- AKSM-201 − 20 trolejbusów
- AKSM-321 − 12 trolejbusów
- AKSM-100 − 3 trolejbusy
- MAZ-ETON T103 − 8 trolejbusów
- ZiU-9 − 1 trolejbus